# Barry, Hautes-Pyrénées
Barry är en kommun i departementet Hautes-Pyrénées i regionen Occitanien i sydvästra Frankrike. Kommunen ligger i kantonen Ossun som tillhör arrondissementet Tarbes. År 2022 hade Barry 133 invånare.

## Befolkningsutveckling
Antalet invånare i kommunen Barry
| Referens: INSEE |

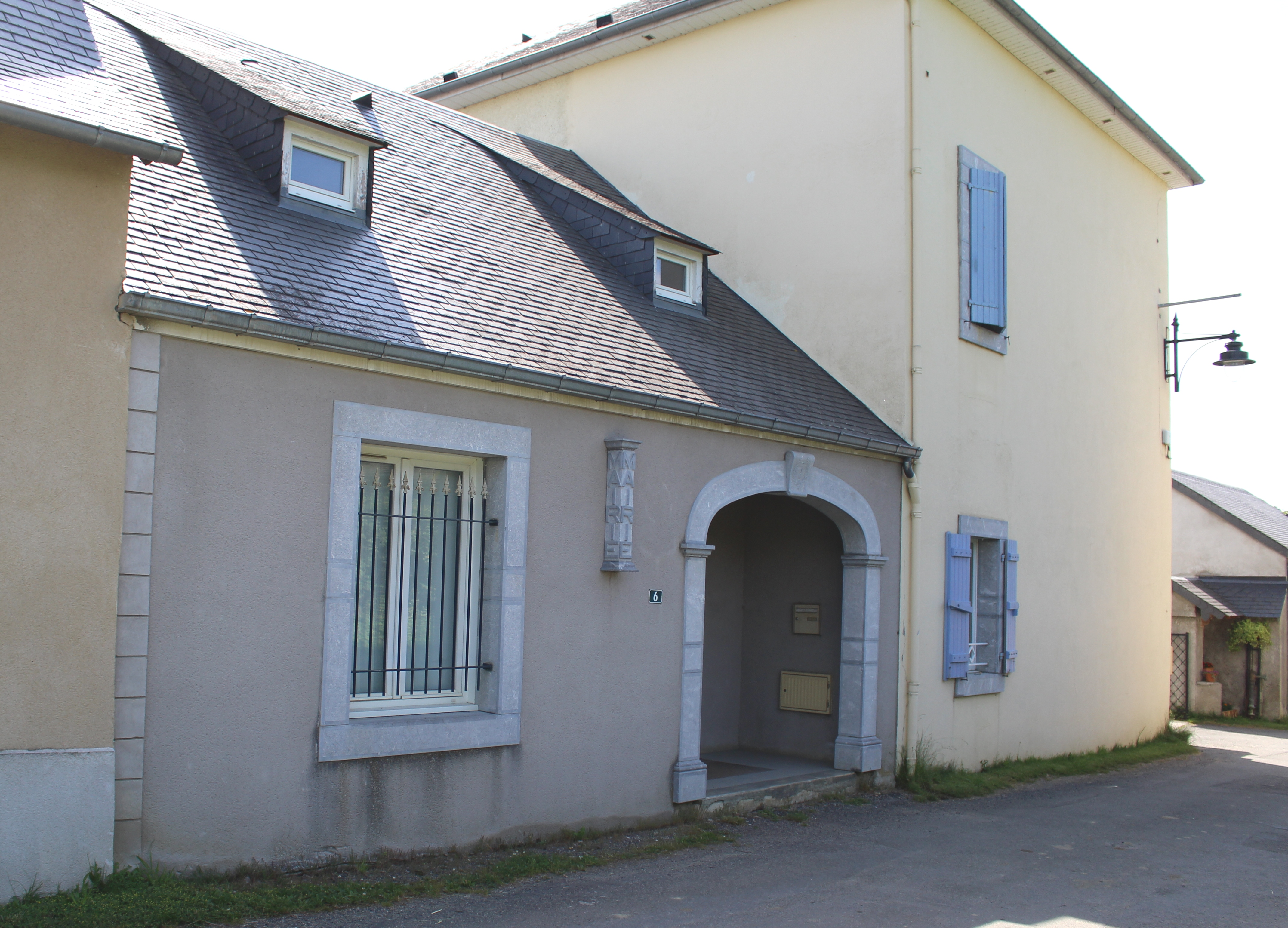
Mairie (Rådhus), 2014.